# Жовтець бульбистий
{{#ifeq:0|0|{{#if:|{{#if:Ranunculusbulbosus|[[]}}|}}}}
Жовтець бульбистий (Ranunculus bulbosus) — вид рослин родини жовтецеві (Ranunculaceae), поширений у Європі, Азії й Північній Африці.

## Опис
Багаторічна трава 10–40 см заввишки. Рослина з бульбоподібним потовщенням біля основи стебла, більш-менш м'яко запушена. Прикореневі листки 3-роздільні, середня частка на черешку. Квітки поодинокі, золотисто-жовті, 2–2.5 см в діаметрі. Пелюстків 5, довші, ніж чашолистки. Чашолистків 5, біловолосі. Тичинки численні. Плід — еліптична, безволоса сім'янка; кінчик з короткою, дуже вигнутою щетиною. 

## Поширення
Поширений у Європі, Азії (Кіпр, Туреччина, Вірменія, Азербайджан, Грузія), Північній Африці (пн. Алжир, Марокко); інтродукований на сході й заході Канади й США.
В Україні зростає на луках, схилах — у Карпатах, Лісостепу, на Правобережжі.

## Галерея

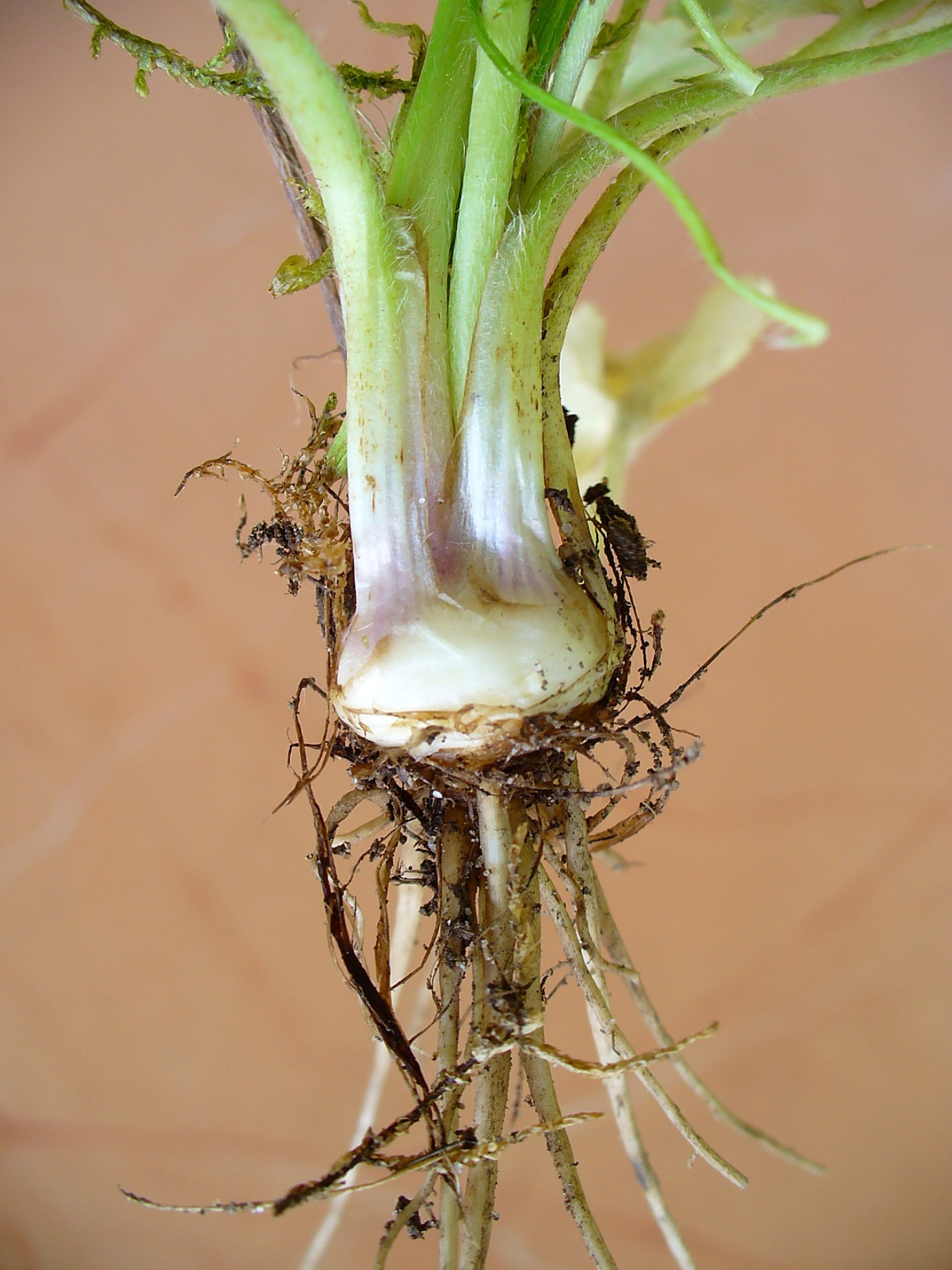
„бульба“
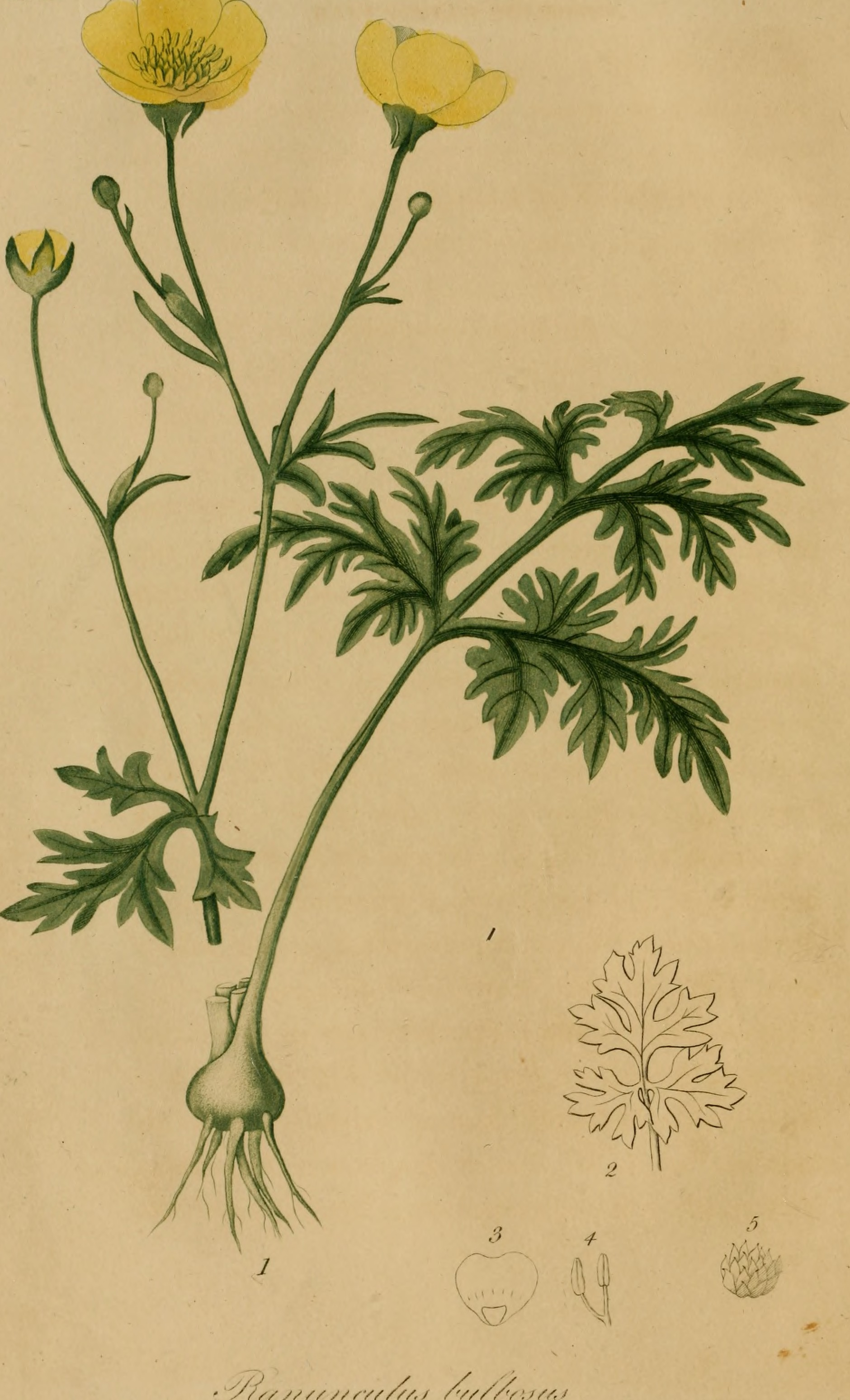
ілюстрація